# Oxalis oreocharis
Oxalis oreocharis är en harsyreväxtart som beskrevs av Friedrich Ludwig Diels. Oxalis oreocharis ingår i släktet oxalisar, och familjen harsyreväxter. Inga underarter finns listade i Catalogue of Life.